# Notiobia pseudolimbipennis
Notiobia (Notiobia) pseudolimbipennis – gatunek chrząszczy z rodziny biegaczowatych i podrodziny Harpalinae.

## Taksonomia
Gatunek opisany został w 1998 roku przez Erika Arndta, na podstawie 56 okazów odłowionych w latach 1993-95 przez Paarmanna i innych.

## Opis
Chrząszcze o ciele długości od 11 do 13 mm. Labrum rudo-smoliste, nadustek żółto-smolisty, reszta głowy, przedplecze i pokrywy zielonkawe, niebiesko-zielone lub miedziane z metalicznym połyskiem, brzuszna strona ciała ciemnosmolista, odnóża rudosmoliste do ciemno rudosmolistych, a czułki i głaszczki ceglaste. Labrum z przodu proste, a nadustek szeroko obrzeżony. Czoło z punktowatymi dołeczkami. Oczy duże i wyłupiaste. Tylne kąty przedplecza łukowate do nieco tępych, a jego nasada płatkowata. Boczne wgłębienia przedplecza pełne, rozszerzone z tyłu i zakończone szerokimi i płytkimi dołkami przypodstawowymi. Wierz stóp wszystkich odnóży gładki, z wyjątkiem członów I-IV przednich nóg samców. Rzędy przytarczkowe pokryw umiarkowanie długie, skręcające ku rzędowi pierwszemu. Międzyrzędy nieco wypukłe. Zafalowanie przedwierzchołkowe wyraźne. Kąty przyszwowe szeroko zaokrąglone. Rzeźba rzędów z mikropunktowaniem, a międzyrzędów z poprzecznym mikrosiateczkowaniem. Edeagus o środkowym płatku wąskim i spiczasto zakończonym. Wywrócony woreczek wewnętrzny z dużym polem macrotichia po prawej stronie.

## Występowanie
Gatunek znany z brazylijskiego stanu Amazonas oraz z Cerro Campana w Panamie.